# Roger Wallis
Roger Alan Wallis, född 8 augusti 1941 i Rugby, Storbritannien, död 22 januari 2022 i Stockholm, var en brittisk-svensk adjungerad professor i multimedia vid Kungliga tekniska högskolan i Stockholm, kompositör av populärmusik, civilekonom och journalist. Han var även ledamot i STIM:s styrelse 1992–2007 och i Regeringens IT-råd 2007–2009.
I sin forskning skrev han om skivindustrin och nedladdning, där han menade att skivbolagens intäkter inte minskat som resultat av nedladdning, utan att Internet snarare har hjälpt till att marknadsföra musiken.

## Karriär

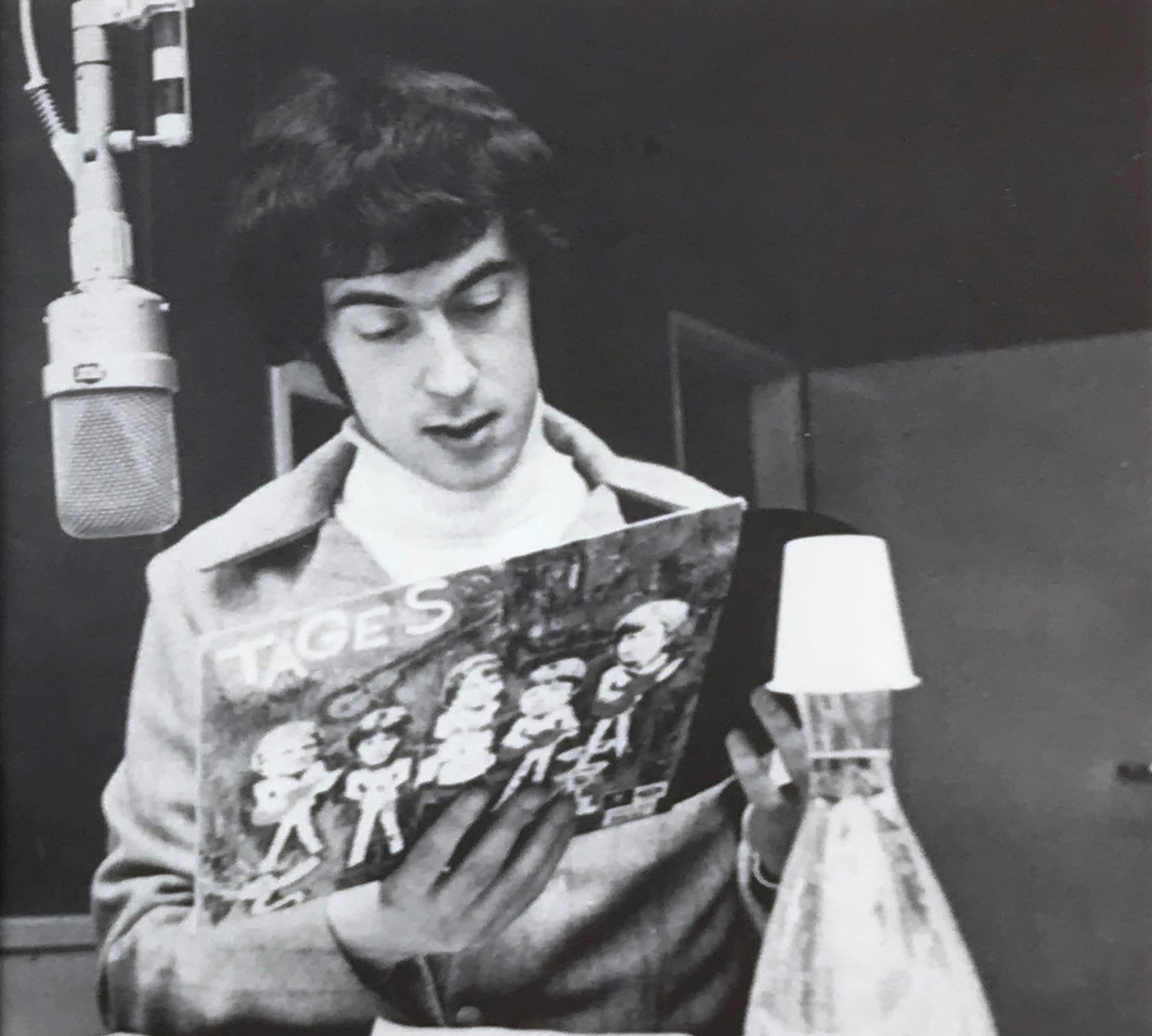
Roger Wallis, hållande i Tages album Contrast, 1967

Wallis bosatte sig i Sverige 1963, där han tillsammans med bland andra Ola Brunkert och Claes Dieden 1965 bildade popbandet Science Poption. Tillsammans med Britt Lindeborg skrev han låten "Judy min vän" som vann svenska Melodifestivalen 1969 framförd av Tommy Körberg. 
Trots detta var han en av initiativtagarna till den alternativa musikfestival som 1975 arrangerades i protest mot Eurovisionsschlagerfestivalen i Stockholm detta år.
Wallis var med och grundade skivbolaget MNW och var fram till 1976 verksam som producent på detta bolag.
Mellan 1976 och 1994 arbetade Wallis som BBC:s korrespondent i Sverige och för Sveriges Radio som programledare för utlandsprogrammet Radio Sweden.

### Pirate Bay-rättegången
Den 26 februari 2009 vittnade Wallis i Pirate Bay-rättegången där han berättade om sin forskning som, tvärtemot vad skivbolagen säger, visar att artisternas intäkter inte minskar på grund av nedladdning. Under rättegången ifrågasattes Wallis trovärdighet flera gånger av skiv- och filmbolagens representanter - troligtvis på grund av hans kontroversiella forskningsresultat. Folk på plats under rättegången har beskrivit stämningen som ganska hotfull och att Wallis blivit hårt pressad. Efter förhöret avböjde han ersättning för att ha inställt sig i rätten, men sade att domstolen gärna fick skicka blommor till hans fru som oroat sig för förhöret. Rätten avböjde detta, men uttalandet snappades upp av åhörare och det resulterade i att folk över hela Sverige beställde blommor och choklad hem till Wallis och hans fru. Enligt sajten Vi som tackat Wallis fick paret Wallis blommor och gåvor för över 54 000 kronor.

### Sommarpratare
Wallis var sommarpratare i Sveriges Radio den 8 juli 2009.

## Filmmusik
- 1964 – Älskande par
- 1977 – Månen är en grön ost
- 1986 – Amorosa